# Amore grande, amore libero/Guarda, è mattino
Amore grande, amore libero/Guarda, è mattino è un singolo del tastierista-compositore italiano Federico Monti Arduini (noto come Il Guardiano del Faro), pubblicato dalla RCA Italiana (catalogo TPBO 1115) nell'aprile 1975.
Il brano sul lato B, è un adattamento di Amore grande, amore libero suonato al contrario.
Entrambi i brani sono composti dallo stesso Monti Arduini – accreditato come "Arfemo" – e anticipano l'album Amore grande, amore libero, che uscirà nel maggio dello stesso anno.

## Tracce

### Lato A
1. Amore grande, amore libero – 3:24

### Lato B
1. Guarda, è mattino – 2:21